# 中国科学技术大学院系
中国科学技术大学是一所公立研究型大学，其运作经费主要来源于政府投入。学校实行校院系三级管理，设有少年班学院、数学系、物理学院、化学与材料科学学院、生命科学学院、工程科学学院、信息科学技术学院、计算机科学与技术学院、地球和空间科学学院、管理学院、核科学技术学院、人文与社会科学学院进行本科和研究生教学，2002年新建立的软件学院则只进行硕士培养；具有科大独特风格的少年班学院，专门进行英才教育；设立有创新试点班，与少年班学院统一管理，且没有年龄限制；部分院系设有科技英才班。此外还有继续教育学院可进行成人教育，网络教育学院可进行远程教育。中国科大在苏州和上海还设有专门的研究院。

## 少年班学院
少年班学院包括少年班、教改实验班和创新试点班。科大少年班创建于1978年3月，得益于华裔物理学家李政道的建议和邓小平、方毅等国家领导人的支持和推动，其目的是为中国优秀人才的培养探路。招收条件一般为16岁或以下的高中二年级学生。培养方式是采取精英式培养模式，进校后前两年先打基础，再根据学生的兴趣与志向，从三年级开始在全校范围内自由选择专业。至2008年3月三十年间，少年班共招收31期学生总计1220人，已毕业1027人，其中935人考取研究生，占毕业生人数的91％；并有超过93人成为国内外的教授或副教授。
教改实验班全称为“教学改革试验班”，又称“零零班”，和少年班的学生进行混合编班。试验班创建于1985年，是在总结和吸收少年班办学成功经验的基础上，针对高考成绩优异的学生，依照少年班的模式进行教学。
创新试点班是近年来新建立的一个班型，通过综合参考“华约”的自主招生考试（3A）与高考成绩面向全国招收17岁及以下的学生，与少年班、零零班的学生共同培养。

## 数学科学学院
数学系是1958年由著名数学家华罗庚主持创办并任首任系主任。首批全国理科人才培养基地、中国科学院博士生重点培养基地、长江学者特聘岗位设置学科，并获得首批数学一级学科博士学位授予权（涵盖数学所有博士点）, 其中基础数学为国家重点学科。关肇直、吴文俊、冯康、龚昇、王元、万哲先、陆启铿、石钟慈、林群、张景中等一大批知名专家曾在此任教。在2000年至2008年期间，数学系与物理系、近代物理系、天文与应用物理系共同组成了理学院；2008年，数学系再次独立出来。2010年11月成立数学科学学院，下设三个系：数学系、计算与应用数学系和概率统计系。

## 物理学院
物理学院的前身是2000年建立的理学院，在数学系独立出去之后，是由物理系（系号02）、近代物理系（系号04）和天文学系（系号22）三个物理学相关的系共同组成，也因此改名为物理学院。物理学院还包括中国科学院结构分析重点实验室等在内的多个研究机构。
物理系在科大建校时即设置，原名为技术物理系，首任系主任是当时的中国科学院物理研究所所长施汝为。1964年，与生物物理系、应用地球物理系、物理教研室合并组成物理系；而后在1978年的系调整中，生物物理专业和地球物理专业又再次分化出来。物理系也是国家理科基础科学研究和人才培养基地以及中国科学院博士生重点培养基地。
近代物理系的前身是建校时的原子核物理与原子核工程系，首任系主任是中国科学院院士赵忠尧。1961年更名为近代物理系。近代物理系是全国理科人才培养基地。
天文与应用物理系的前身是建校时的物理教研室。1983年改为基础物理中心，1998年起正式改名为天文与应用物理系。
2009年12月12号正式成立了光学与光学工程系，前身为物理学院中的光学方向，系号为38，第一任系主任为许祖彦。

## 化学与材料科学学院
中国科学技术大学化学与材料科学学院成立于1996年7月，首任院长是朱清时院士。学院现由化学物理系、化学系、材料科学与工程系、高分子科学与工程系和化学实验教学中心五部分组成。化学为国家一级重点学科。化学和材料科学与工程学科均为国家理科基础科学研究和教学人才培养基地。化学实验教学中心为国家级示范教学中心。学院内建有中国科学院能量转换材料重点实验室、中国科学院软物质化学重点实验室、安徽省先进功能材料重点实验室和安徽省生物质洁净能源重点实验室。同时，学院依托合肥微尺度物质科学国家实验室和国家同步辐射实验室等平台开展科学研究。

## 工程科学学院
工程科学学院的前身是创建于1958年的力学和力学工程系，首任系主任为中国航天、导弹之父，两弹元勋，时任中国科学院力学研究所所长的钱学森。现在工程科学学院包括近代力学系，精密机械与精密仪器系，热能与动力工程系，安全科学与工程系。学院设有5个本科专业，其中理论与应用力学专业为国家理科人才培养基地。拥有3个一级学科博士点，8个二级学科博士点，其中国家一级重点学科1个，国家重点学科1个，设有博士后流动站2个。

## 信息科学技术学院
信息科学技术学院的前身是建校初期设置的无线电电子学系、自动化系，当时分别由中国科学院电子学研究所所长顾德欢和自动化研究所所长武汝扬担任系主任。学院现由电子工程与信息科学系、自动化系、电子科学与技术系以及网络空间安全学院组成，拥有4个省部级重点实验室，1个国家重点学科，3个博士后流动站，4个一级学科博士点（含14个二级学科）。

## 计算机科学与技术学院
中国科技大学于1958年建校时就设置了计算机专业，1982年成立了计算机科学技术系，2009年3月计算机科学与技术学院正式成立。中国科学技术大学计算机科学与技术一级学科具有硕士、博士学位授予权，博士后流动站，本学科具有增设二级学科的自主权。目前本学科所辖的计算机软件与理论、计算机系统结构、计算机应用技术、信息安全四个二级学科均具有硕士、博士学位授予权，其中计算机软件与理论为国家重点学科,系统结构为省重点学科。本学科还具有软件工程和计算机技术两个工程硕士学位授予权。目前计算机科学与技术学院拥有教职工90多人，已形成了以陈国良院士为核心、由65人组成的以中青年学术骨干为主体的学术梯队，教授23人，副教授27人，有博士学位的年轻学者43人，拥有杰出青年基金获得者、长江学者特聘教授、中国科学院百人计划引进杰出人才、新世纪人才等学术骨干，其中高性能计算的研究队伍入选国家教育部创新团队。在校本科生600余人，硕士生近400人，博士生 150余人。

## 生命科学学院
生命科学学院的前身为生物物理学系，由生物物理学家贝时璋于1958年筹建。1964年，生物物理系并入物理系，成为生物物理学专业。1978年，生物物理专业从物理系分出，重新组建为生物系。1998年，以生物系为基础组建生命科学学院，首任院长是中国科学院院士施蕴渝。
生命科学学院下设分子生物学与细胞生物学系、神经生物学与生物物理系、系统生物学系（与中国科学院上海生命科学研究院联合组建）和医药生物技术系（与中国科学院广州生物医药与健康研究院联合组建），拥有生物学国家一级重点学科。在教学方面，建立了国家级生命科学实验教学示范中心；在科研方面，学院在合肥微尺度物质科学国家实验室设有研究部、中国科学院脑功能与脑疾病重点实验室以及安徽省分子医学重点实验室和安徽省生物医学工程技术研究中心等。同时，学院是国家“理科基础科学研究和教学人才培养基地”和国家“生物科学与技术人才培养基地”。此外，在中科院西双版纳热带植物园建有“生物学野外教学实习基地”，在国家级安徽升金湖自然保护区建有“湿地生态和生物多样性野外教学实习基地”。

## 地球和空间科学学院
地球和空间科学学院的前身是1958年建校时设立的应用地球物理系，首任系主任为当时中国科学院地球物理研究所所长赵九章，后并入物理系。1978年的系调整中设立了地球和空间科学系；2002年升级为学院。地球和空间科学学院是中国空间技术人才的重要培养基地。

## 核科学技术学院
核科学技术学院是国内外唯一同时依托热核聚变实验装置、同步辐射光源等国家大科学装置及实验室。

## 公共事务学院
公共事务学院成立于2010年，有公共管理、法学2个一级学科硕士学位授权点、公共管理硕士（MPA）和法律硕士（JM）2个专业学位授权点。学院下设公共管理硕士教育中心和法律硕士教育中心，以及政策科学研究中心、公共管理研究中心、国际事务研究中心、亚太公共政策研究中心、知识产权研究中心、公共经济学研究中心、科技法学研究室等研究机构，同时还拥有国家知识产权培训（安徽）基地、国家版权教育示范基地、专利代理师国家考点等国家级平台。

## 研究生院
中国科学技术大学研究生院创建于1978年3月，在北京成立，是中国大陆第一所研究生院。

## 苏州研究院
苏州研究院是中国科学技术大学与苏州市人民政府合作建设的高等科研教育机构，自2003年9月起开始招收研究生，并与香港城市大学合作进行研究生培养。研究院位于苏州工业园区，占地面积15万平方米，建筑面积4.4万平方米。目前研究院内有苏州市水环境科学技术重点实验室、苏州市下一代WEB服务计算重点实验室、苏州市城市公共安全技术重点实验室、软件安全与移动计算实验室、嵌入式系统研究中心、中国科大－香港城大联合高等研究中心等研究单位。

## 上海研究院
上海研究院创建于2004年7月30日，是中国科大在上海浦东创办的一所按普林斯顿高等研究院模式建立的高等研究院。研究院由科技大学、上海南汇区人民政府和上海康桥正阳投资有限公司共同建设。研究院的主要机构有：高等数理研究中心和金融工程研究所。

## 先进技术研究院
中国科学技术大学先进技术研究院创建于2012年，位于安徽省合肥市，主要科研项目有未来网络、量子科学卫星、量子通讯京沪干线和安徽省智慧城市工程。